# Dawid Wegner
Dawid Wegner (ur. 23 kwietnia 2000 w Bydgoszczy) – polski oszczepnik, olimpijczyk z Paryża 2024.
Rekord życiowy: 83,40 (27 lipca 2025, Berlin) – 10. wynik w historii polskiej lekkoatletyki.

## Udział w zawodach międzynarodowych
| Impreza                     | Rok  | Miejsce   | Wynik          |
| Impreza                     | Rok  | Miejsce   | rzut oszczepem |
| --------------------------- | ---- | --------- | -------------- |
| Igrzyska olimpijskie        | 2024 | Paryż     | 26 miejsce     |
| Mistrzostwa świata          | 2023 | Budapeszt | 9 miejsce      |
| Mistrzostwa Europy          | 2024 | Rzym      | 13 miejsce     |
| Internationales Stadionfest | 2025 | Berlin    | 2 miejsce      |